# Heteropsylla texana
Heteropsylla texana är en insektsart som beskrevs av Crawford 1914. Heteropsylla texana ingår i släktet Heteropsylla och familjen rundbladloppor. Inga underarter finns listade i Catalogue of Life.